# Бровки Перші
Бро́вки Перші (раніше — Бровки) — село в Україні, в Андрушівській міській територіальній громаді Бердичівського району Житомирської області. Кількість населення становить 961 особу (2001). У 1923—25 роках — районний центр, у 1923—2020 роках — адміністративний центр колишньої однойменної сільської ради.

## Загальна інформація
Село розташоване за 21 км південно-східніше м. Андрушівка, в селі розміщена залізнична станція Брівки. Лежить на річці Кам'янка.

## Населення
В середині 19 століття нараховувалося 735 мешканців, з них 723 православні та 12 — римокатолики, за іншими даними, 723 православних і 39 католиків. Станом на 1885 рік в селі мешкало 693 особи, налічувалося 113 дворових господарств.
В кінці 19 століття кількість населення становила 1 482 особи, з них чоловіків — 737 та 745 жінок, дворів — 182, або 176 дворів та 1276 мешканців.
Відповідно до результатів перепису населення Російської імперії 1897 року, загальна кількість мешканців села становила 1 277 осіб, з них: православних — 1 179, чоловіків — 636, жінок — 641.
Відповідно до перепису населення СРСР 17 грудня 1926 року, чисельність населення становила 1 939 осіб, з них, за статтю: чоловіків — 932, жінок — 1 007; етнічний склад: українців — 1 874,, росіян — 11, євреїв — 33, поляків — 11, інші — 10. Кількість домогосподарств — 426, з них, несільського типу — 52.
Станом на 1972 рік кількість населення становила 1 214 осіб, дворів — 462.
Відповідно до результатів перепису населення СРСР, кількість населення, станом на 12 січня 1989 року, становила 810 осіб. Станом на 5 грудня 2001 року, відповідно до перепису населення України, кількість мешканців села становила 961 особу.

## Історія
Час заснування невідомий. Належало до паволоцької власності віленської каштелянши Софії Ружинської, котра у 1628 році вносила з Бровок та Ярешок від 3 димів та 4 городів.
1735 року в селі, за священника Якова Прониченка, збудовано церкву, до парафії котрої належало 35 дворів у Бровках та 5 — у Ярешках. Церкву описано у візитах Паволоцького деканату за 1741 та 1746 роки. Згадується в люстрації Житомирського замку 1754 року, як село, що належало Добрянському, сплачувало 10 злотих і 28,5 грошів до замку та 43 злотих і 24 гроші — до скарбу. У 18 столітті селом володіли князі Любомирські, на початку 19 століття — Рогозинські, котрі, у 1810 році продали маєток батькові Дионизія Рильського.
В середині 19 століття — село Бровки Сквирського повіту Київської губернії, розкинулося на річці Кам'янка, біля кордонів Житомирського та Бердичівського повітів. Залізнична станція київсько-берестейської залізниці, між Попільнею та Чорнорудкою, за 113 верст від Києва та 34 версти від Козятина. На сільських полях, із боліт, починалася річка Кам'янка. Біля села була криниця, котру називали Палієва, через, нібито, таборування там війська фастівського полковника Палія. В урочищі Церквище ще до «руїни» стояла церква. Село було резиденцією поміщика Дионизія Рильського, котрому належали в Сквирському повіті села Бровки, Ярешки, Городище, Койлівка та частина Василівки, загалом 5 809 десятин землі. Дерев'яну парафіяльну Успенську церкву збудовано 1853 року, за кошти місцевого священника Івана Похилевича, при церкві 93 десятини землі. В селі землі 2 714 десятин, відбірного чорнозему. Волосне правління — у Вчорайшому, поліційна управа — у Паволочі.
Станом на 1885 рік — колишнє власницьке село Бровківської волості Сквирського повіту Київської губернії, за 42 версти від повітового міста Сквири, на річці Кам'янка. В селі були волосне правління, парафіяльна церква, заїзд, дві лавки, за 1 версту — залізнична станція.
В кінці 19 століття — власницьке село Бровки Бровківської волості Сквирського повіту Київської губернії. Відстань до повітового міста Сквира — 40 верст, до поштової казенної станції, в Попільні — 20 верст, до поштової земської станції в Ярешках — 1 верста, до найближчої залізничної станції Бровки, де знаходилася також телеграфна станція — 1 верста. Основним заняттям мешканців було рільництво, крім того, селяни вирушали на заробітки до Херсонської та Бессарабської губерній, міст Києва й Одеси. Землі — 1 730 десятин, з котрих поміщикам належало 761 десятина, селянам — 871 десятина, церкві — 98 десятин. Належало Оскарові Сцибор-Рильському, котрий мав 1 130 десятин, господарство вів економ Зеленський. При обробітку землі селяни застосовували трипільну сівозміну, орендатор Микола Терещенко — шестипільну. В селі були парафіяльна церква, церковно-парафіяльна школа, 5 вітряків та 2 кузні. Пожежна частина мала помпу, три діжки та три багри. Волосна управа розміщувалася в Ярешках.
1 грудня 1922 року, в складі волості, увійшло до Бердичівського повіту Київської округи. У 1923 році включене до складу новоствореної Бровківської Першої (згодом — Бровківська) сільської ради, котра, 7 березня 1923 року, увійшла до складу новоутвореного Бровківського району Бердичівської округи; адміністративний центр сільської ради та району. 27 березня 1925 року, відповідно до постанови ВУЦВК та РНК УСРР «Про зміни в адміністраційно-територіальному поділі Київщини й Поділля», центр району перенесено до містечка Вчорайше з перейменуванням району на Вчорайшенський. Відстань до районного центру, с. Вчорайше, становила 8 верст, до окружного центру в Бердичеві — 45 верст, до найближчої залізничної станції Бровки — 1 версту. 3 лютого 1931 року, після розформування Вчорайшенського району, село, в складі сільської ради, увійшло до Ружинського району.
За свідченнями очевидців, від Голодомору 1932—1933 років у селі загинуло 19 людей.
17 лютого 1935 року, відповідно до постанови президії ВУЦВК «Про склад нових адміністративних районів Київської області», село, разом із сільською радою включене до складу відновленого Вчорайшенського району Київської області.
На фронтах Другої світової війни воювали 337 селян, 152 з них загинули, 190 нагороджені орденами й медалями. У 1962 році на їх честь споруджено пам'ятник.
В радянські часи в селі розміщувалася центральна садиба колгоспу, котрий обробляв 3 508,5 га земель, з них 3 227,3 га — рілля. Господарство вирощувало зернові культури, цукрові буряки, розвивало м'ясо-молочне тваринництво. В селі були хлібоприймальний пункт, середня школа, будинок культури, бібліотека, дитячий садок, дільнична лікарня, відділення зв'язку, ощадна каса, побутова майстерня, 4 магазини, їдальня.
28 листопада 1957 року, в складі сільської ради, включене до Попільнянського району Житомирської області, 24 січня 1958 року — до складу Ружинського району, 5 березня 1959 року — до складу Андрушівського району, 30 грудня 1962 року — до складу Попільнянського району, 4 січня 1965 року — до складу Андрушівського району Житомирської області.
У 2020 році територію та населені пункти Бровківської сільської ради, відповідно до розпорядження Кабінету Міністрів України № 711-р від 12 червня 2020 року «Про визначення адміністративних центрів та затвердження територій територіальних громад Житомирської області», включено до складу Андрушівської міської територіальної громади Бердичівського району Житомирської області.

## Відомі люди
- Буравський Микола Олександрович (1940—2021) — український музикознавець, фольклорист, Народний артист України.
- Збігнев Сцибор-Рильський (1917—2018) — генерал польської армії, капітан Армії Крайової під час Другої світової війни, учасник Варшавського повстання 1944 року.
- Маринич Микола Агафонович (1885—1921) — капелан Армії УНР.

## Галерея

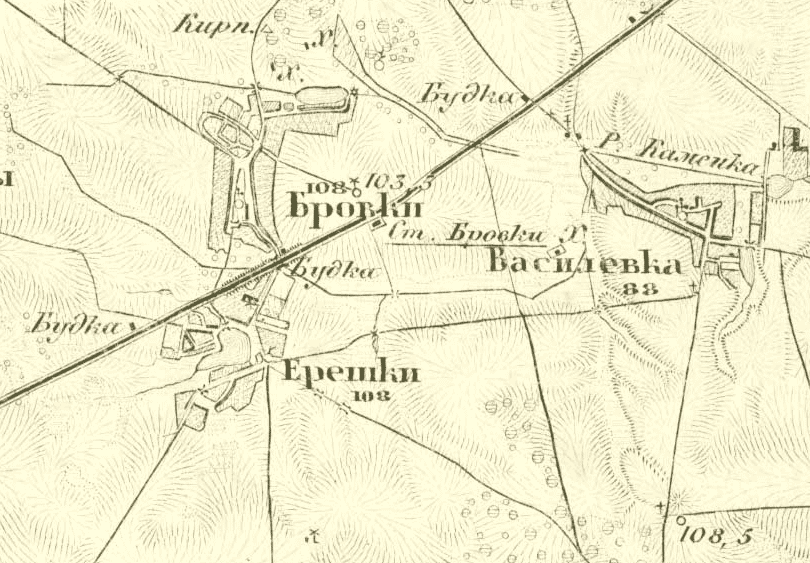
Мапа 1860 р.
Маєток Сцибор-Рильських
Марія Сцибор-Рильська (Рациборовська), дружина Оскара Сцібор-Рильського в своєму маєтку в с.Бровки
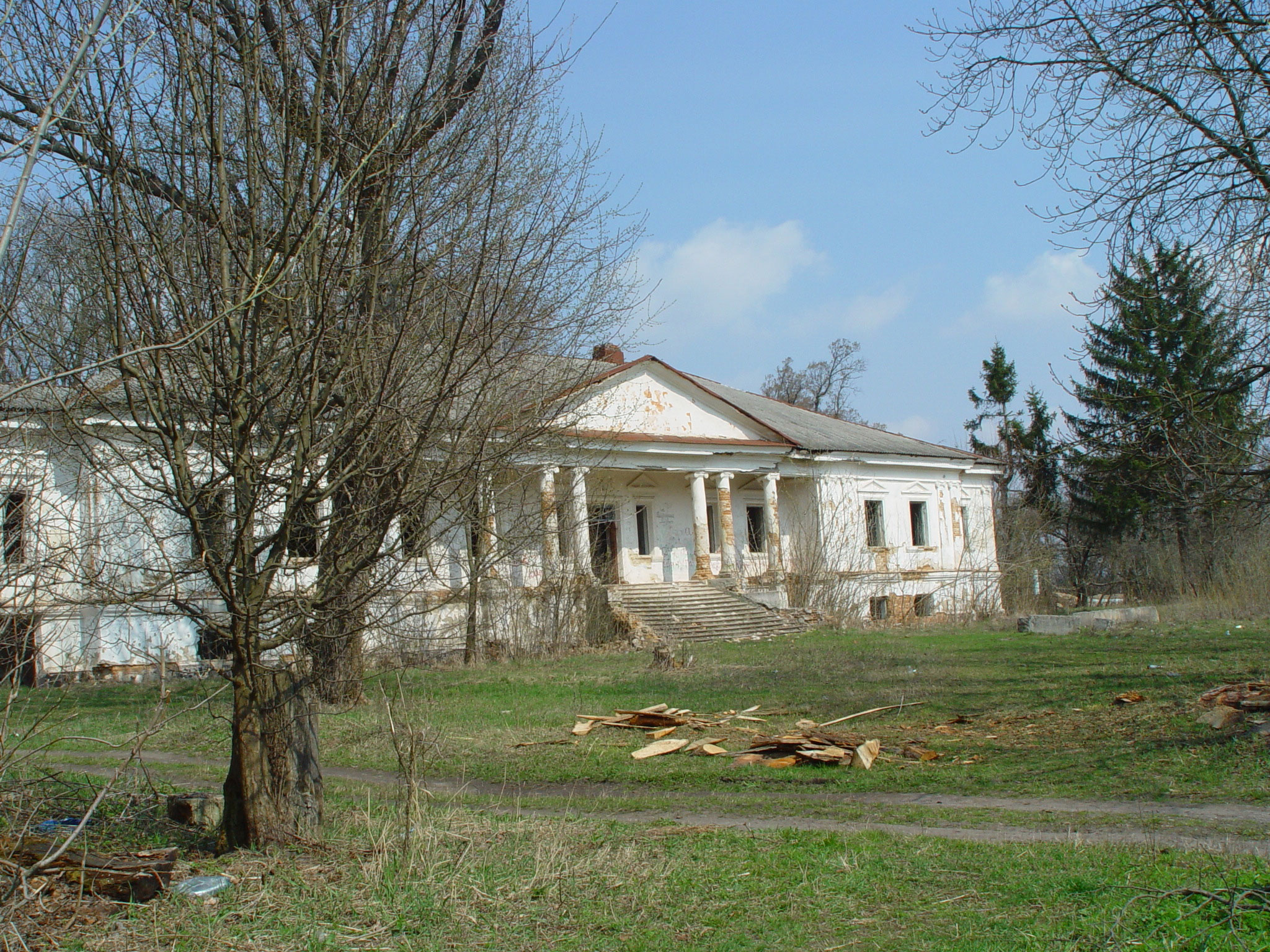
Стара школа - в минулому маєток Сцібор-Рильських